# Barton (Preston)
Barton – wieś w Anglii, w hrabstwie Lancashire, w dystrykcie Preston. Leży 53 km na północny zachód od miasta Manchester i 313 km na północny zachód od Londynu. W 2001 miejscowość liczyła 1096 mieszkańców.